# Marvin Marvin
Marvin Marvin é uma série de televisão de ficção científica e comédia que estreou em 24 de novembro de 2012. A série estava agendada para o inicio de 2013, mas foi ao ar dia 24 de novembro de 2012. É estrelado por Lucas Cruikshank. Como o título já diz, o personagem Marvin é um adolescente alienígena que tenta se adaptar à vida humana. No dia 26 de Junho de 2013, Lucas Cruikshank confirmou através da sua conta no Twitter que a série foi cancelada e que ele sairia da emissora, Nickelodeon. 
Foi adquirida pelo SBT, sendo exibida entre 31 de Outubro de 2015 a 26 de Março de 2016, sendo substituida pelo seriado Sullivan & Filho,dentro do bloco Ataque de Risos, as 05h. 

## Sinopse
"Marvin Marvin" segue as aventuras de um alienígena adolescente com poderes especiais chamado Marvin (Lucas Cruikshank), que foi enviado para a Terra por seus pais, a fim de protegê-lo dos invasores do mal do seu planeta natal, Klooton. Sob a supervisão de seus novos pais humanos, Bob (Pat Finn) e Liz (Mim Drew), Marvin tenta se adaptar à vida na Terra como um adolescente americano típico e normal. Quem o ajuda a se adaptar no seu novo lar e nos costumes sociais são os irmãos humanos de Marvin, Teri (Victory Van Tuyl) e Henry (Jacob Bertrand) e seu avô travesso, Pop-Pop (Casey Sander). Como Marvin não aprendeu o bastante de como agir como um adolescente normal, a sua nova família decide esconder a sua identidade das pessoas, incluindo a melhor amiga de Teri, a curiosa Brianna (Camille Spirlin). A Nickelodeon já encomendou 26 episódios em março de 2012.

## Elenco
- Lucas Cruikshank como Marvin Forman, um alienígena "adolescente" do planeta Klooton que tem, na verdade, 580 anos de idade e esconde sua verdadeira forma estranha por trás de sua forma humana. Seus poderes incluem a habilidade de congelar e aquecer objetos à vontade usando os dedos.
- Victory Van Tuyl como Teri Forman, a irmã mais velha de Henry e irmã mais nova de Marvin.
- Jacob Bertrand como Henry Forman, o irmão mais novo de Marvin e Teri.
- Pat Finn como Robert "Bob" Forman, o pai da família e "pai" humano de Marvin.
- Mim Drew como Elizabeth "Liz" Forman, mãe da família e "mãe" humana de Marvin. Ela trata Marvin como se fosse o seu próprio filho e realmente se preocupa com ele.
- Casey Sander como George "Pop-Pop", avô humano de Marvin,avô de Teri e Henry e pai de Liz
- Camille Spirlin como Brianna, a melhor amiga de Teri

## Recepção
O episódio de estréia da série (Pilot) teve 4.6 milhões de audiência, e até agora, o episódio com maior audiência é Ice Pop Pop que tem 4.9 milhões de audiência.

## Episódios
| Série | Título                                                                                              | Diretor(es)      | Roteirista(s)                               | Datas de exibição                              | Código de Produção | Audiencia em Milhões |
| --- | --------------------------------------------------------------------------------------------------- | ---------------- | ------------------------------------------- | ---------------------------------------------- | ------------------ | -------------------- |
| 1 | "Marvin e a Escola" "Pilot"                                                                         | Gary Halvorson   | Jon Ross & Jeff Bushell                     | 24 de novembro de 2012 27 de Abril de 2013     | 101                | 2.6                  |
| Marvin quer ir para a escola, mas Bob e Liz não o deixa ir. Marvin diz a Bob e Liz que ele vai se disfarçar, em seguida, Henry foge com Marvin para a escola sem eles saberem. Enquanto isso, Teri está competindo para o conselho estudantil contra um jogador de futebol super quente chamada Cliff Drill, e ela não consegue nenhum voto. Teri diz a Marvin para fingir que não está se relacionado com ela. Teri então percebe que Cliff está roubando seus cartazes, mas ela não tem nenhuma testemunha, exceto uma mímica. Teri e sua amiga Briana procuram maneiras de ganhar a eleição, enquanto Marvin tenta se ajustar à escola, mas fazem uma bagunça (Soltando os animais do laboratório de ciências depois de dizer a ele que quer ser liberado, dançando ao ringtones sempre que um telefone toca). Quando Marvin pega Cliff roubando os cartazes da Teri, Cliff fica louco. Teri toca uma música, e Marvin começa a dançar, felizmente esquivando dos socos de Cliff no processo, até que finalmente os jogador de futebol saem da lata de lixo. Brianna diz a todos que Teri conhece Marvin, e todos eles dizem que vão votar em Teri. Marvin volta para casa onde Bob e Liz repreendê-lo porque percebeu que ele não estava disfarçado depois de tudo e fugiu para a escola. Depois de Teri dizer a eles que ela vai ficar de olho no Marvin, eles concordam em deixá-lo ir para a escola, mas ele tem que ir com ela e Henry. | |                  |                                             |                                                |                    |                      |
| 2 | "Marvin e a História Improvável" "Marvin Improbable Story"                                          | Eric Dean Seaton | Carly Althoff & Luke Giordano               | 1º de dezembro de 2012 25 de Maio de 2013      | 105                | 2.1                  |
| A capacidade de Marvin para falar com cavalos inspira um plano do seu avô para ajudá-lo a ganhar na corrida. Enquanto isso, Teri e Brianna chegam a duas invenções, o "Hairbandit" e "StickyBuds" | |                  |                                             |                                                |                    |                      |
| 3 | "Marvin e a Dor de Dente" "Marvin Toothache"                                                        | Gary Halvorson   | Dicky Murphy                                | 8 de dezembro de 2012 11 de Maio de 2013       | 103                | 2.3                  |
| Marvin "desobediente", come uma quantidade enorme de chocolate quando uma refeição em família é chamado de não irá acontecer, e logo, ele desenvolve uma dor de dente ruim. | |                  |                                             |                                                |                    |                      |
| 4 | "Marvin e o vovô congelado" "Marvin Ice Pop Pop"                                                    | Eric Dean Seaton | Jennifer Joyce                              | 15 de dezembro de 2012 01 de Junho de 2013     | 106                | 2.9                  |
| Marvin aprende o que é uma data de validade, e ele acha que Pop Pop se vencirá quando vê sua carteira de motorista, enquanto isso Teri e Briana planejam uma vingança em um menino que pediu para mbas, para sair em um encontro. Nota: Este episódio obteve a maior audiência da temporada. | |                  |                                             |                                                |                    |                      |
| 5 | "Marvin,Hambúrguer no Pão" "Marvin Burger On a Bun"                                                 | Eric Dean Seaton | Steve Leff                                  | 5 de Janeiro de 2013 15 de Junho de 2013       | 108                | 2.9                  |
| Marvin pede dinheiro para comprar uma bicicleta com rodinhas para ele, então Teri indica para ele ir trabalhar no Hambúrguer no Pão. Ele entra no trabalho e leva muito a sério mas será que não haverá nenhuma confusão? | |                  |                                             |                                                |                    |                      |
| 6 | "Marvin e as crianças legais" "Marvin and the Cool Kids"                                            | Eric Dean Seaton | Peter Dirksen & Jonathan Howard             | 12 de Janeiro de 2013 08 de Junho de 2013      | 107                | 0.9                  |
| Marvin começa a passar tempo com as crianças populares da escola e recebe a reputação legal, mas seus novos amigos populares fazê-lo correr o risco de quebrar as regras e esquecendo o seu melhor amigo. Enquanto isso, Teri obcecado com o escritor desconhecido do notebook que ela encontrou na escola. | |                  |                                             |                                                |                    |                      |
| 7 | "Marvin e O Filme Assustador" "Marvin and Scary Film"                                               | Rob Schiller     | Peter Dirksen & Jonathan Howard             | 19 de Janeiro de 2013 22 de Junho de 2013      | 109                | 2.3                  |
| Quando Liz proíbe Marvin e Henry de ver um filme de terror, eles desobedecem ela e vê-lo de qualquer maneira. Depois de vê-lo, os horrores do filme vir à vida. Enquanto isso, Teri tenta impressionar um garoto por "acidentalmente" bolso marcação dele e fica fingindo fazer coisas interessantes. | |                  |                                             |                                                |                    |                      |
| 8 | "Data Em Dobro" "Double Date"                                                                       | Gary Halvorson   | Jeff Bushell                                | 26 de Janeiro de 2013 04 de maio de 2013       | 102                | 2.4                  |
| Marvin e Teri vão em um encontro duplo. Depois de Marvin tirar uma foto dele e de sua data, Liz, Henry e Pop-Pop pensamento de que o garçom é um Klerg. Tradução Não-Oficial | |                  |                                             |                                                |                    |                      |
| 9 | "Basketball" "Basketball"                                                                           | Shannon Flynn    | Jon Ross                                    | 02 de Fevereiro de 2013 18 de Maio de 2013     | 104                | 2.3                  |
| Quando Marvin quer tentar e escolher um time para ser ativo, ele pega Basquetebol e logo descobre que ele tem o dom e talento de jogar. | |                  |                                             |                                                |                    |                      |
| 10 | "Caça-Espacial" "Space-Cation"                                                                      | Rob Schiller     | Jeff Bushell                                | 09 de Fevereiro de 2013 29 de Junho de 2013    | 110                | 2.3                  |
| Quando Marvin envia a família de Forman a um planeta desconhecido por engano. A fim de salvá-los é contar Brianna a verdade que ele é um alienígena, no final, acontece que eles ainda estão na Terra. | |                  |                                             |                                                |                    |                      |
| 11 | "A Batalha das Bandas" "Battle of the Bands"                                                        | Shannon Flynn    | Dicky Murphy                                | 16 de Fevereiro de 2013 21 de Setembro de 2013 | 112                | 1,8                  |
| Marvin precisa de uma banda para tocar na "Batalha das Bandas", ele usa um grupo de kindergarteners. Enquanto isso, a família de Forman tem um cozinheiro de fora e o perdedor tem que comer seu pimentão no sapato de Marvin. | |                  |                                             |                                                |                    |                      |
| 12 | "Marvin Ganha Um Animal" "Marvin Gets a Pet"                                                        | Shannon Flynn    | Jennifer Joyce                              | 23 de Fevereiro de 2013 14 de Setembro de 2013 | 113                | 2,0                  |
| Marvin encontra um ovo Klootonian e tenta levantá-lo como animal de estimação. Enquanto isso, Teri tenta fazer tudo perfeito quando encontro um senador dos EUA. | |                  |                                             |                                                |                    |                      |
| 13 | "Palma Calma" "Calm Palm"                                                                           | Eric Dean Seaton | Marc Warren & Danny Warren and Jeff Bushell | 02 de Março de 2013 28 de Setembro de 2013     | 111                | 1,9                  |
| Marvin usa uma Palma Calma em Teri quando ela está mais estressada por conta de uma competição de esgrima. | |                  |                                             |                                                |                    |                      |
| 14 | "St. Glar Kai Da" "St. Glar Kai Da"                                                                 | Shannon Flynn    | Jon Ross                                    | 16 de Março de 2013 05 de Outubro de 2013      | 116                | 1,7                  |
| Marvin e da família comemorar St. Glar Day Kai Forman, mas eles também têm de lidar com os agentes federais que descobrem atividade alienígena em sua casa. | |                  |                                             |                                                |                    |                      |
| 15 | "O Maravilho Ladrão de Histórias em Quadrinho" "The Amazing Comic Book Thief"                       | Eric Dean Seaton | Blake J. Williger                           | 30 de Março de 2013 12 de Outubro de 2013      | 118                | 1,8                  |
| Marvin rouba acidentalmente um dos preciosos quadrinhos de Ben, e ele deve devolvê-lo antes de Ben descobrir. Enquanto isso, Teri e Brianna acha que Liz está lendo o texto de telefone de Teri. | |                  |                                             |                                                |                    |                      |
| 16 | "O Dia OFF do Marvin" "Marvin's Day Off"                                                            | Eric Dean Seaton | Steve Leff                                  | 06 de Abril de 2013 26 de Outubro de 2013      | 117                | 1,8                  |
| Marvin se junta a um clube do livro para passar o tempo com sua nova paixão, Marvin finge estar doente para pôr em dia a leitura de um livro antes de reunião do clube. Enquanto isso, Teri Brianna permite compartilhar seu armário após a cena do crime foi feito perto de seu armário. | |                  |                                             |                                                |                    |                      |
| 17 | "Festa Em Casa" "House Party"                                                                       | Jeff Bushell     | Zach Butler                                 | 13 de Abril de 2013 30 de novembro de 2013     | 119                | 1,9                  |
| Marvin assiste a um monte de filmes partido adolescente, e planeja uma festa contra a vontade de Teri. Enquanto isso, Liz, Bob, Pop Pop, e Henry combater uma tempestade de neve para chegar ao torneio de Henry patinação. | |                  |                                             |                                                |                    |                      |
| 18 | "Senhor Terra" "Mr. Earth"                                                                          | Alex Winter      | Peter Dirksen & Jonathan Howard             | 20 de Abril de 2013 23 de Novembro de 2013     | 119                | 2,1                  |
| Tio Klootonian de Marvin, o tio Steve, visita o Forman. Ele diz que Marvin é mais terráqueo que Klootonian e tenta tirar Marvin volta para Klooton. Em seguida, o tio Steve vê que Marvin ensinou o Formans sobre Klooton e deixa Marvin ficar na Terra. | |                  |                                             |                                                |                    |                      |
| 19–20 | "Big Time Marvin(Parte 1 e 2)" (Primeiro Especial de Marvin Marvin) "Big Time Marvin(Part 1 and 2)" | Jonathan Judge   | Carly Althoff & Luke Giordano               | 27 de Abril de 2013 17 de Outubro de 2013      | 999-60             | 2,2                  |
| Marvin e Teri querem ir a um show do Big Time Rush, mas Henry descobre que eles sao Klergs disfarçados que querem levar Marvin de volta a Klooton, enquanto isso Bob,Liz e o Vovo ficam presos em casa pelo novo sistema de segurança de Marvin,MARVI, voltando ao show, Marvin consegue salvar Teri com a ajuda de Henry, Bob e Liz no final a serie termina com os lugares vip de Marvin, Teri e Henry e com um show do BTR. Nota: Este é um episódio duplo e o final da temporada e este é o final da série de Marvin Marvin. Participação Especial: Big Time Rush como eles mesmos. | |                  |                                             |                                                |                    |                      |

## Dublagem
| Personagem             | Dublador(a)        |
| ---------------------- | ------------------ |
| Marvin Forman          | Fábio Lucindo      |
| Teri Forman            | Michelle Giudice   |
| Henry Forman           | Felipe Volpato     |
| Robert "Bob" Forman    | Rodrigo Araujo     |
| Elizabeth "Liz" Forman | Isabel de Sá       |
| George "Pop-pop" "     | Carlos Campanile   |
| Brianna                | Leticia Bortoletto |

 Créditos da dublagem brasileira: 
 
Estúdio de dublagem: Unidub, SP 
 
Direção de dublagem: Ulisses Bezerra 
 
Tradução: Gregor Izidro 